# Charles Maerschalck
Charles Maerschalck (1885 – 1954) est un gymnaste belge.

## Biographie
Charles Maerschalck fait partie de l'équipe de Belgique qui remporte la médaille de bronze en système suédois par équipes aux Jeux olympiques d'été de 1920 se tenant à Anvers.